# Hồ Lệ Thu
Tào Thế Lệ Thu, conocida artísticamente como Hồ Lệ Thu (Hanói, 19 de octubre de 1973), es una cantante y actriz vietnamita.

## Discografía

### Solo Álbum
| Álbum # | Lista de canciones |
| ------- | --- |
| 1st     | |
| 2nd     | 1. Trang Co Don 2. Con Tim Dai Kho 3. Tinh Den Tinh Di 4. Xin Cho Anh Yeu 5. Mot Thoang Huong Tinh 6. Se Khong Bao Gio Quen feat.Van Quynh 7. Canh Chim Tren Song 8. Anh Yeu Em 9. Lai Gan Hon Em 10. Mot Lan Thoi 11. Dau Yeu Ngay Xua feat.Nguyen Hung |
| 3rd     | 1. Tieng Mua Roi 2. Nang Thuy Tinh 3. Chieu Nay Khong Co Anh 4. Hoai Cam 5. Yeu Anh Vao Coi Chet 6. Xin Mot Ngay Mai Co Nhau 7. Giang Ngoc 8. Sau Dong 9. Tinh Doi 10. Buon Oi Chao Mi 11. Mot Tinh Yeu                                                  |

## Películas
- Canh Cua Cuoc Doi
- Dat La
- Long Xich Lo
- Dau Phai Vo Nguoi Ta